# José Miguel Falcón
José Miguel Falcón fue el gobernador de la provincia de Coahuila y Texas en 1835. También fue el jefe de Estado de esa provincia en 1833. Mediante una carta dirigida al alcalde de San Antonio, logró el encarcelamiento temporal de Stephen Austin en 1834.

## Carrera
Miguel Falcón ejerció en 1833 de jefe de Estado de la provincia de Coahuila y Texas. Durante esta época escribió al alcalde de San Antonio José Miguel de Arciniega para que encarcelara al empresario y colono estadounidense Stephen Austin, un residente en Texas que había propuesto al Concejo de San Antonio la separación de la provincia de Coahuila de México, una emancipación en la cual él colaboraría. La petición de Falcón fue aprobada y en 1834 Austin fue encarcelado, entrando en el calabozo el 22 de febrero de ese año. Si bien, solo estuvo en la celda unos pocos meses, ya que salió en diciembre de 1834.
Posteriormente, el 18 de julio de 1835 Falcón fue nombrado gobernador de Texas y Coahuila, cargo que mantuvo menos de un mes, pues el 13 de agosto del mismo año fue sucedido en el gobierno de la provincia por Bartolomé de Cárcenas.